# Bolivia vid världsmästerskapen i friidrott 2022
Bolivia tävlade vid världsmästerskapen i friidrott 2022 i Eugene i USA mellan den 15 och 24 juli 2022. Bolivia hade en trupp på tre idrottare.

## Resultat

### Herrar
Gång- och löpgrenar
| Idrottare             | Gren    | Final    | Final     |
| Idrottare             | Gren    | Resultat | Placering |
| --------------------- | ------- | -------- | --------- |
| Hector Garibay Flores | Maraton | 2:12.44  | 36        |

### Damer
Gång- och löpgrenar
| Idrottare      | Gren              | Final        | Final     |
| Idrottare      | Gren              | Resultat     | Placering |
| -------------- | ----------------- | ------------ | --------- |
| Ángela Castro  | 20 kilometer gång | 1:36.52 0SB0 | 27        |
| Jaaneth Mamani | 35 kilometer gång | 3:07.16 0PB0 | 33        |